# Sin límites (telenovela)
Sin límites é uma telenovela equatoriana juvenil criada por Mónica Carriel, produzida por Roxana Varas, dirigida por Carl West em sua primeira etapa e Nitsy Grau em sua etapa final, foi transmitida pela Ecuavisa entre 28 de junho de 2000 a 6 de janeiro de 2001 em 41 capítulos.
É uma adaptação da telenovela colombiana do mesmo nome produzida por Caracol Televisión em 1998.
A novela narra a história de um grupo de jovens que estudam num colégio de classe acomodada. O amor entre a jovem rebelde Meche e seu professor são os principais ingredientes desta produção protagonizada por María Teresa Guerreiro e Ricardo Briones, com as participações antagónicas de Antonio Aguirre, Jennifer Graham, Geovanni Guzmán, Juan Carlos Román e Marcelo Gálvez. Conta ademais com as actuações estelares de Erika Vélez, Paola Roldán, Carlos Luis Andrade e Jaime Arellano.

## Elenco
- María Teresa Guerrero - María Mercedes Duarte "Meche / Mechas"
- Ricardo Briones - Profesor Antonio Rendón
- Antonio Aguirre - Don Gabriel
- Erika Vélez - Isabella Beber
- Paola Roldán - Alejandra
- Jennifer Graham - Luz María
- Geovanni Guzmán - Arturo Santos
- Carlos Luis Andrade - Carlos "Charly" Enrique Concha
- Jaime Arellano - Gustavo Espinel
- Juan Carlos Román - Zamorano
- Marcelo Gálvez - Rafael "El Inspector"
- Miguel Ángel Albornoz - Prof. Rigoberto
- Carlos Martínez - Joaquín Duarte
- Lissy Angelelli - Ximena de Duarte
- Sandra Sandoval - Diana
- Fernando Gálvez - Felipe
- Bernarda Calvo
- Aída Álvarez
- Elvira Carbo
- Christian Norris
- Jéssica Bermúdez[2]
- Erwin Hervás
- Hernán Egüez

## Prêmios e indicações

### Prêmios ITV
| Categoria                 | Nominados           | Resultado |
| ------------------------- | ------------------- | --------- |
| Melhor programa dramático | Sem limites         | Indicado  |
| Melhor ator dramático     | Carlos Luis Andrade | Indicado  |

## Versões
- Sin límites é uma adaptação da telenovela colombiana "Sin límites", produzida pela Caracol Televisión em 1998 e protagonizada por Marcela Mar e Marlon Moreno.